# Teatro delle Grazie
Il Teatro delle Grazie era un teatro d'opera di Vicenza attivo nel XVIII secolo. Durante i suoi anni di attività era il più grande teatro vicentino, nonché palcoscenico "alla moda" di riferimento della città. Venne completamente distrutto da un incendio nella notte del 24 settembre 1783.

## Storia
Detto anche Nuovo Teatro delle Grazie, fu costruito al fine di dare alla città un secondo teatro per la rappresentazione d'opere liriche, quindi operando accanto al già esistente Teatro di Piazza.
Precedentemente sullo stesso fondo su cui fu realizzato il Teatro delle Grazie era presente il Teatro Tornieri, un palcoscenico adibito esclusivamente a rappresentazioni comiche che fu attivo per buona parte del XVII secolo, ma essendo questo teatro oramai in rovina, nel 1711 venne venduto dal proprietario, il medico e fisico Marco Tornieri, a quattro nobili vicentini, Orazio Valle, Scipione Del Sale, Biagio Saraceno e Orazio Trento. L'acquisto fu effettuato a fondo di livello perpetuo, ossia il proprietario cedeva per un periodo illimitato il fondo sul quale sarà costruito il Teatro delle Grazie in cambio di un canone di 22 ducati annui e la riserva al signor Tornieri di due palchi in libero uso e possesso oltre all'ingresso libero agli spettacoli per sé, famiglia e servi, in perpetuo.
Fu inaugurato nel maggio del 1712 con il dramma per musica Peribea in Salamina di Carlo Francesco Pollarolo.
In tempi moderni spesso il Teatro delle Grazie è confuso con il quasi omonimo Teatro delle Garzerie, teatro attivo a Vicenza nel XVII secolo e successivamente sostituito con il Teatro di Piazza.

## Prime assolute
Ottone in villa (RV 729) il 17 maggio del 1713 , opera a tre atti di Antonio Vivaldi , su libretto di Domenico Lalli.